# غويتز (ويسكونسن)
غويتز (بالإنجليزية: Goetz, Wisconsin)‏ هي بلدة تقع بولاية ويسكونسن في الولايات المتحدة. تبلغ مساحتها 77.4 (كم²)، وترتفع عن سطح البحر 308 م، بلغ عدد سكانها 695 نسمة في عام 2000 حسب إحصاء مكتب تعداد الولايات المتحدة وتصل الكثافة السكانية فيها 9 نسمة/كم2.

## وصلات خارجية
- The US50 - Cities and Towns in Wisconsin State
- Wisconsin Cities and Towns, Facts, Map, Flag, Colleges, Government, and More